# Râul Bucșoiu
Râul Bucșoiu este un curs de apă primar, afluent al râului Valea Glăjăriei, aflat în Munții Bucegi, omonim al piscului Bucșoiu, de sub care izvorăște.

## Geografie
Râul Bucșoiu nu are afluenți semnificativi și nici nu trece prin vreo localitate.

## Hărți
- Harta Județului Brașov
- Harta Munților Bucegi  Arhivat în 28 mai 2008, la Wayback Machine.
- Harta Munților Postăvaru  Arhivat în 3 august 2008, la Wayback Machine.